# Brain (Fachzeitschrift)
Brain ist eine medizinische Fachzeitschrift. Die Beiträge durchlaufen ein Peer-Review-Verfahren und behandeln alle Teilgebiete der Neurologie. Die 1878 begründete Zeitschrift erscheint monatlich und wird von Oxford University Press verlegt. 
Der Impact Factor der Zeitschrift lag im Jahr 2018 bei 15,916.